# خوسيه ميغيل كامبوس رودريغيز
خوسيه ميغيل كامبوس رودريغيز (بالإسبانية: José Miguel Campos)‏ (12 أغسطس 1966 في إسبانيا - ) هو مدرب كرة قدم ولاعب كرة قدم إسباني في مركز الدفاع. لعب مع ريال خاين ونادي ألكويانو ونادي لورقة ونادي مليلية وريكريتيفو غرناطة ‏.

## وصلات خارجية
- خوسيه ميغيل كامبوس رودريغيز على موقع قاعدة بيانات كرة القدم.إي يو (الإنجليزية)